# 相部和男
相部 和男（あいべ かずお、1928年 - ）は、日本の臨床心理学者。福岡県豊前市生まれ。

## 略歴
3歳の時に福岡県から満州の大連に家族と共に移り、1947年2月に出身地の福岡に引き揚げた。
少年院法務教官、保護観察所保護観察官を歴任した後、法務省福岡保護観察所調査連絡課長を最後に1989年退官。相部教育研究所所長を務めている。
過去には九州朝日放送で児童相談、テレビ西日本で教育相談を担当したこともある。

## 著書
- 『非行の火種は3歳に始まる』PHP研究所、1984年1月。ISBN 978-4-569-21268-5
- 『問題児は問題の親がつくる』講談社、1986年4月。ISBN 4-569-21752-4
- 『こんな親が問題児をつくる』講談社、1990年12月。ISBN 4-061-84813-5
- 『普通の親なのに、なぜ問題児に泣かされる』PHP研究所、1996年3月。ISBN 4-569-55082-7